# Покровка (Родинский район)
Покровка — село в Родинском районе Алтайском крае. Административный центр Покровского сельсовета.

## История
Основано в 1921 году. В 1928 году поселок Покровский состоял из 76 хозяйств, основное население — русские. Центр Покровского сельсовета Родинского района Славгородского округа Сибирского края.

## Население
| 1926  | 1997  | 1998  | 1999  | 2000  | 2001  | 2002  |
| ----- | ----- | ----- | ----- | ----- | ----- | ----- |
| 457   | ↗1148 | ↘1141 | ↗1151 | ↘1094 | ↗1110 | ↗1114 |
| 2003  | 2004  | 2005  | 2006  | 2007  | 2008  | 2009  |
| ↘1085 | ↘1065 | ↘1032 | ↗1089 | ↘1073 | ↘1039 | ↘1033 |
| 2010  | 2011  | 2012  | 2013  |       |       |       |
| ↘875  | ↘874  | ↘850  | ↘806  |       |       |       |